# Toray Pan Pacific Open 2022 - Doppio
Chan Hao-ching e Latisha Chan sono le detentrici del titolo dell'ultima edizione disputata nel 2019, ma hanno deciso di partecipare con partner diverse. Chan Hao-ching ha giocato in coppia con Shūko Aoyama, mentre Latisha Chan ha giocato in coppia con Alexa Guarachi, ma entrambe le coppie sono state sconfitte rispettivamente nel primo turno e nei quarti di finale da Nicole Melichar-Martinez e Ellen Perez.
In finale Gabriela Dabrowski e Giuliana Olmos hanno sconfitto Melichar-Martinez e Perez con il punteggio di 6–4, 6–4.

## Teste di serie
1. Veronika Kudermetova /  Elise Mertens (semifinale)
2. Gabriela Dabrowski /  Giuliana Olmos (Campionesse)

1. Desirae Krawczyk /  Demi Schuurs (semifinale)
2. Nicole Melichar-Martinez /  Ellen Perez (finale)

## Wildcard
1. Misaki Doi /  Kurumi Nara (primo turno)

## Alternate
1. Mai Hontama /  Yuki Naito (primo turno)

## Tabellone

### Legenda
| - Q = Qualificato - WC = Wild card - LL = Lucky loser | - ALT = Alternate - SE = Special Exempt - PR = Protected Ranking | - w/o = Walkover - r = Ritirato - d = Squalificato |

|  | Primo turno | Primo turno                     | Primo turno                     | Primo turno | Primo turno |  |  | Quarti di finale | Quarti di finale                | Quarti di finale                | Quarti di finale            | Quarti di finale    |   |      | Semifinali | Semifinali                           | Semifinali                           | Semifinali                        | Semifinali                        |   |   | Finale | Finale | Finale | Finale | Finale |  |
|  |             |                                 |                                 |             |             |  |  |                  |                                 |                                 |                             |                     |   |      |            |                                      |                                      |                                   |                                   |   |   |        |        |        |        |        |  |
|  | 1           | V Kudermetova E Mertens         | V Kudermetova E Mertens         | 6           | 6           |  |  |                  |                                 |                                 |                             |                     |   |      |            |                                      |                                      |                                   |                                   |   |   |        |        |        |        |        |  |
|  |             | E Hozumi M Ninomiya             | E Hozumi M Ninomiya             | 1           | 4           |  |  | 1                | V Kudermetova E Mertens         | V Kudermetova E Mertens         | 6                           | 6                   |   |      |            |                                      |                                      |                                   |                                   |   |   |        |        |        |        |        |  |
|  | Alt         | M Hontama Y Naito               | M Hontama Y Naito               | 1           | 3           |  |  |                  | F Contreras Gómez D Papamichail | F Contreras Gómez D Papamichail | 0                           | 3                   |   |      |            |                                      |                                      |                                   |                                   |   |   |        |        |        |        |        |  |
|  |             | F Contreras Gómez D Papamichail | F Contreras Gómez D Papamichail | 6           | 6           |  |  |                  |                                 |                                 |                             |                     |   |      | 1          | V Kudermetova E Mertens              | 3                                    | 6                                 | [6]                               |   |   |        |        |        |        |        |  |
|  | 4           | N Melichar-Martinez E Perez     | 2                               | 6           | [10]        |  |  |                  |                                 | 4                               | N Melichar-Martinez E Perez | 6                   | 3 | [10] |            |                                      |                                      |                                   |                                   |   |   |        |        |        |        |        |  |
|  |             | S Aoyama H-c Chan               | 6                               | 3           | [8]         |  |  | 4                | N Melichar-Martinez E Perez     | N Melichar-Martinez E Perez     | 7                           | 6                   |   |      |            |                                      |                                      |                                   |                                   |   |   |        |        |        |        |        |  |
|  |             | M Katō Xin Wang                 | 4                               | 6           | [5]         |  |  |                  | L Chan A Guarachi               | L Chan A Guarachi               | 63                          | 4                   |   |      |            |                                      |                                      |                                   |                                   |   |   |        |        |        |        |        |  |
|  |             | L Chan A Guarachi               | 6                               | 4           | [10]        |  |  |                  |                                 |                                 |                             |                     |   |      | 4          | Nicole Melichar-Martinez Ellen Perez | Nicole Melichar-Martinez Ellen Perez | 4                                 | 4                                 |   |   |        |        |        |        |        |  |
|  | WC          | M Doi K Nara                    | M Doi K Nara                    | 2           | 4           |  |  |                  |                                 |                                 |                             |                     |   |      |            |                                      | 2                                    | Gabriela Dabrowski Giuliana Olmos | Gabriela Dabrowski Giuliana Olmos | 6 | 6 |        |        |        |        |        |  |
|  |             | S Kenin L Samsonova             | S Kenin L Samsonova             | 6           | 6           |  |  |                  | S Kenin L Samsonova             | S Kenin L Samsonova             | 3                           | 5                   |   |      |            |                                      |                                      |                                   |                                   |   |   |        |        |        |        |        |  |
|  |             | A Rosolska E Routliffe          | A Rosolska E Routliffe          | 5           | 3           |  |  | 3                | D Krawczyk D Schuurs            | D Krawczyk D Schuurs            | 6                           | 7                   |   |      |            |                                      |                                      |                                   |                                   |   |   |        |        |        |        |        |  |
|  | 3           | D Krawczyk D Schuurs            | D Krawczyk D Schuurs            | 7           | 6           |  |  |                  |                                 |                                 |                             |                     |   |      | 3          | D Krawczyk D Schuurs                 | D Krawczyk D Schuurs                 | 6                                 | 3                                 |   |   |        |        |        |        |        |  |
|  |             | N Hibino C Zhao                 | N Hibino C Zhao                 | 5           | 3           |  |  |                  |                                 | 2                               | G Dabrowski G Olmos         | G Dabrowski G Olmos | 7 | 6    |            |                                      |                                      |                                   |                                   |   |   |        |        |        |        |        |  |
|  |             | S Chang K Kawa                  | S Chang K Kawa                  | 7           | 6           |  |  |                  | S Chang K Kawa                  | S Chang K Kawa                  | 2                           | 4                   |   |      |            |                                      |                                      |                                   |                                   |   |   |        |        |        |        |        |  |
|  |             | E Shibahara L Stefani           | E Shibahara L Stefani           | 3           | 1           |  |  | 2                | G Dabrowski G Olmos             | G Dabrowski G Olmos             | 6                           | 6                   |   |      |            |                                      |                                      |                                   |                                   |   |   |        |        |        |        |        |  |
|  | 2           | G Dabrowski G Olmos             | G Dabrowski G Olmos             | 6           | 6           |  |  |                  |                                 |                                 |                             |                     |   |      |            |                                      |                                      |                                   |                                   |   |   |        |        |        |        |        |  |